# Asedio a la Residencia Británica en Kabul
El asedio a la Residencia Británica en Kabul fue un enfrentamiento militar de la segunda guerra anglo-afgana. El residente británico, Sir Louis Cavagnari y su escolta, fueron masacrados después de un duro asedio de 8 horas por las tropas afganas amotinadas dentro de su residencia en Kabul. Este evento desencadenó la segunda fase de la guerra, durante el cual un ejército Anglo-indio invadió Afganistán y capturó Kabul.

## Preludio
Durante la primera fase de la segunda guerra anglo-afgana, tropas británicas invadieron Afganistán, y forzaron la huida del emir Sher Ali Khan. Fue reemplazado por su hijo Yakub Khan, quien inmediatamente medió por paz. Esto resultó en el Tratado de Gandamak que satisfacía la mayor parte de las demandas británicas, incluyendo la anexión de varios distritos limítrofes, y el despacho de un embajador británico a Kabul para supervisar las relaciones exteriores afganas.
El funcionario político seleccionado fue Sir Pierre Louis Napoleon Cavagnari, hijo de un aristócrata italiano quien había servido por varios años en la administración colonial británica, en particular como Comisario de Distrito en Peshawar.

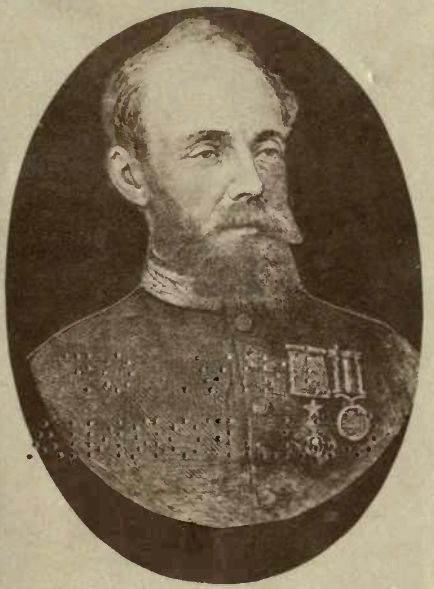
Pierre Louis Napoleón Cavagnari.

A pesar de su experiencia en la región y sus cualidades como diplomático, la designación de Cavagnari fue visto con algunas dudas por observadores británicos quienes conocían su comportamiento arrogante. El general Neville Chamberlain menciona que él fue:

....mas solo un hombre en hacer frente a una emergencia que uno encarga una posición que requiere delicadeza y sano juicio....si el se queda en Kabul como nuestro agente, debería temer de que no nos mantendría fuera de problemas.

Además, como principal negociador del ya humillante tratado de Gandamak, Cavagnari fue odiado por la población afgana. A pesar de esto, fue elegido por el gobernador general Lord Lytton, quien lo confió y apreció.
El embajador arribó a Kabul el 24 de julio de 1879, con su asistente, un sargento, y una escolta de 75 soldados de elite del Cuerpo de Guías de la Reina, liderados por el teniente Walter Hamilton (VC). La escolta (25 sowares de Guías de Caballería y 50 cipayos de Guías de Infantería) se mantuvo pequeña, a fin de evitar la provocación a los afganos.

## Asedio

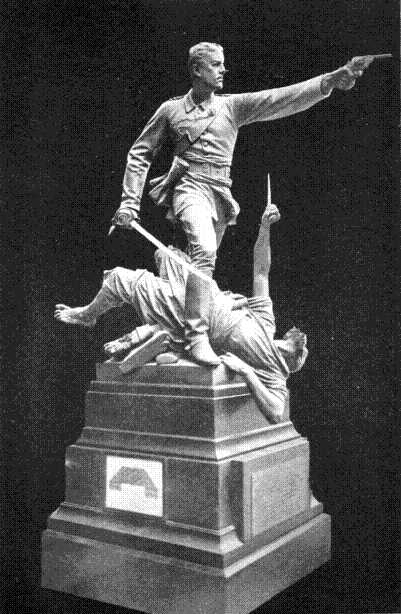
Estatua del Lt. Walter Hamilton (VC), durante el ataque a la residencia.

En Kabul, la delegación ocupó un complejo dentro de la fortaleza Bala Hissar, a 250 yardas (230 m) de los cuarteles del Emir. Durante todo el verano, la situación permaneció en absoluta calma, y los mensajes de Cavagnari a Simla permanecían seguros. En agosto, la situación comenzó a deteriorarse con la llegada de seis regimientos del ejército afgano desde Herat, quienes entraron en Bala Hissar exigiendo el pago de dos meses atrasados. Se burlaron de sus colegas de regimiento en Kabul, que habían sido golpeados por los británicos, y exigieron ser llevados contra la residencia, pero los oficiales del emir intentaron apaciguarlos con el pago de algunas de las deudas. Cavagnari fue advertido del peligro por un general-risaldar retirado de los Guías, pero el respondió:

"¡No hay cuidado! Mantengan su corazón, perro que ladra no muerde".

El risaldar insistió:

"Pero estos perros muerden. Sahib, la residencia está en gran peligro,

A lo que Cavagnari contestó:

"Solo pueden matar de a tres o a cuatro de nosotros aquí, y nuestras muertes serán vengadas".

El 2 de septiembre, telegrafó su último mensaje a Lord Lytton:

"Todo está bien en la embajada de Kabul".

En la mañana del 3 de septiembre, los regimientos de Herat se reunieron una vez más dentro de Bala Hissar, exigiendo su pago, pero debido a que no se recaudaron los impuestos, se les ofrecieron solo un mes de pago. A estas alturas, alguien sugirió que los británicos tenían oro en su residencia, y los soldados amotinados fueron a solicitar a Cavagnari que les pagaran sus salarios. Cuando se enfrentó a estas demandas, el embajador rehusó pagar, alegando que el asunto no era de preocupación para el gobierno británico. Se produjo una reyerta, y se realizaron varios disparos por parte de las tropas británicas. Los soldados afganos regresaron de inmediato a su cuartel a buscar sus armas, mientras que Cavagnari preparó al grupo con lo mejor que pudo, y envió una petición de ayuda al emir.
Dentro de la hora, 2.000 soldados afganos regresaron e invadieron la residencia, que resultó imposible de defender. Estaba rodeado por tres lados y por casas más altas, lo que permite a las tropas heratis ganar posiciones ventajosas de tiro en las que abrieron un fuego intenso que acabó poco a poco a los defensores. Cavagnari fue la primera víctima del ataque, siendo herido en la cabeza por una bala de mosquete, pero aun así fue capaz de liderar una carga de bayoneta y llevar a los afganos fuera del complejo, tras lo cual se retiró al interior de los edificios y murió de sus heridas.

La defensa fue asumida por el teniente Hamilton, quien despachó un segundo mensajero para Yakub Khan. Esta vez el emir envió a su joven hijo y un mulá para tratar de apaciguar a los amotinados, pero su comitiva fue apedreada, desmontada y obligada a retirarse. Al mediodía, el edificio principal de la residencia estaba en llamas, y solo había 30 Guías y 3 oficiales británicos que estaban aptos para seguir luchando. Fue enviado un último mensajero al emir, quien respondió que era incapaz de ayudar.
Con el tiempo, los afganos trajeron dos cañones a la residencia, y comenzaron a disparar a quemarropa al edificio. Hamilton lideró el resto de sus hombres en una carga en la que capturó un cañón, pero fueron rechazados por fuego afgano que mató al cirujano, Kelly, y seis cipayos. Hamilton instó a sus hombres a cargar las armas una vez más, pero Jenkyns, ayudante de Cavagnari, fue asesinado, y los defensores fueron rechazados. A medida que el edificio principal estaba en llamas y a punto de caer, Hamilton y los 20 sobrevivientes cipayos se refugiaron en el cuarto de baños de la residencia. Hamilton lideró otra carga sobre los cañones afganos, y en esta ocasión tres cipayos intentaron enganchar sus cinturones en uno de los ajustes. Después de unos momentos de titubeo, los soldados de Herat cargaron al grupo pequeño de Guías. Hamilton se enfrentó a una horda afgana que se acercaba, y vació su revólver contra ellos antes de ser acosado y asesinado. Su resistencia permitió a sus 5 hombres sobrevivientes en retirarse dentro del complejo.
Como todos los oficiales británicos están muertos, los afganos ofrecieron a los soldados musulmanes la oportunidad de rendirse, pero su oferta fue rechazada por los Guías, ahora liderados por el jemadar Jewand Singh. En cambio, las docenas de Guías restantes cargaron fuera del recinto, donde fueron abatidos, pero no fue antes de que el jemadar contabilizara 8 afganos. Por la tarde, los ocupantes de la residencia estaban todos muertos; el asedio duró 8 horas.

## Consecuencias
Del ejército original, de los cuatro oficiales británicos y 75 soldados indios, solo sobrevivieron 7 soldados: 4 que estaban lejos de la residencia en el momento del ataque, y 3 que fueron enviados como mensajeros al emir y detenidos. Se formó una comisión militar británica para investigar los hechos expresados en la opinión de que "en los anales, ningún ejército y regimiento puede mostrar un registro más brillante de valentía que ha sido logrado por este pequeño grupo de Guías". Toda la escolta fue condecorada con la Orden del Mérito de la India (en ese tiempo, los soldados nativos no eran elegibles para la Cruz Victoria), y el Cuerpo de Guías fue galardonado con el honor de batalla "Residencia, Kabul".
La muerte de Cavagnari y la destrucción de la residencia, marcó un punto de inflexión en la segunda guerra anglo-afgana. La política agresiva de Lytton hacia Afganistán, conocida como la "política a seguir", destinada a contrarrestar una potencial amenaza rusa a la India Británica, había fracasado rotundamente. Así mismo Lytton observó que su política había sido "hecha añicos por fragmentos", y en su lugar abogó para que Afganistán fuera dividida en tres estados diferentes, centrada en las ciudades de Herat, Kandahar y Kabul.
Se movilizó rápidamente una fuerza militar, conocida como la Fuerza de Campo Kabul, comandada por Sir Frederick Roberts, para castigar a los autores de la muerte de Cavagnari. Atrapados entre la amenaza de una retaliación británica y más una población xenófoba, Yakub Khan se rindió ante Roberts y más tarde abdicó, declarando que prefería ser un desarraigador de tierra en campo inglés que rey de Afganistán. Después de la batalla de Charasiab, Roberts ocupó Kabul el 12 de octubre. Estableció un tribunal militar especial que juzgó y ejecutó a unos 100 afganos por haber participado en el ataque a la residencia, y por resistir el posterior avance británico a Kabul. Esta política resultó muy controvertida, tanto en Gran Bretaña e India, y puso en serios aprietos a Lytton y al gobierno de Disraeli, que cayó durante las elecciones generales de 1880, en parte por la cuestión de Afganistán.